# Yarden Shua
Yarden Shua (Tel Aviv, 16 de junio de 1999) es un futbolista israelí que juega en la demarcación de extremo para el Beitar Jerusalem FC de la Liga Premier de Israel.

## Selección nacional
Tras jugar en las categorías inferiores de la selección, finalmente hizo su debut con la selección de fútbol de Israel en un partido de la Liga de Naciones de la UEFA 2024-25 contra Bélgica que finalizó con un resultado de 1-0 para el combinado israelí tras un gol del propio Shua.

## Clubes
| Club                    | País   | Año       | Partidos | Goles |
| ----------------------- | ------ | --------- | -------- | ----- |
| Bnei Yehuda Tel Aviv FC | Israel | 2016-2019 | 34       | 13    |
| Maccabi Haifa FC        | Israel | 2019-2020 | 49       | 7     |
| Beitar Jerusalem FC     | Israel | 2020-     | 178      | 41    |